# 小行星6908
小行星6908（英語：6908 Kunimoto）是一颗围绕太阳公转的小行星。1990年11月24日，圓舘金、渡邊和郎在北见发现了此天体。
这颗小行星的绝对星等为313.95768等。